# Michel Braun-Schlentz
Michel Braun-Schlentz (* 10. März 1930 in Gonderingen als Michel Braun; † 4. November 2021 in Diekirch) war ein luxemburgischer Sportschütze. 

## Karriere
Michel Braun-Schlentz trat bei den Olympischen Spielen 1972 und 1976 im Wettkampf mit der Schnellfeuerpistole an.
Er war verheiratet mit Nicole Schlentz und hatte eine Tochter und einen Sohn.